# Euclea crispa
Euclea crispa là một loài thực vật có hoa trong họ Thị. Loài này được (Thunb.) Gürke mô tả khoa học đầu tiên năm 1891.

## Hình ảnh

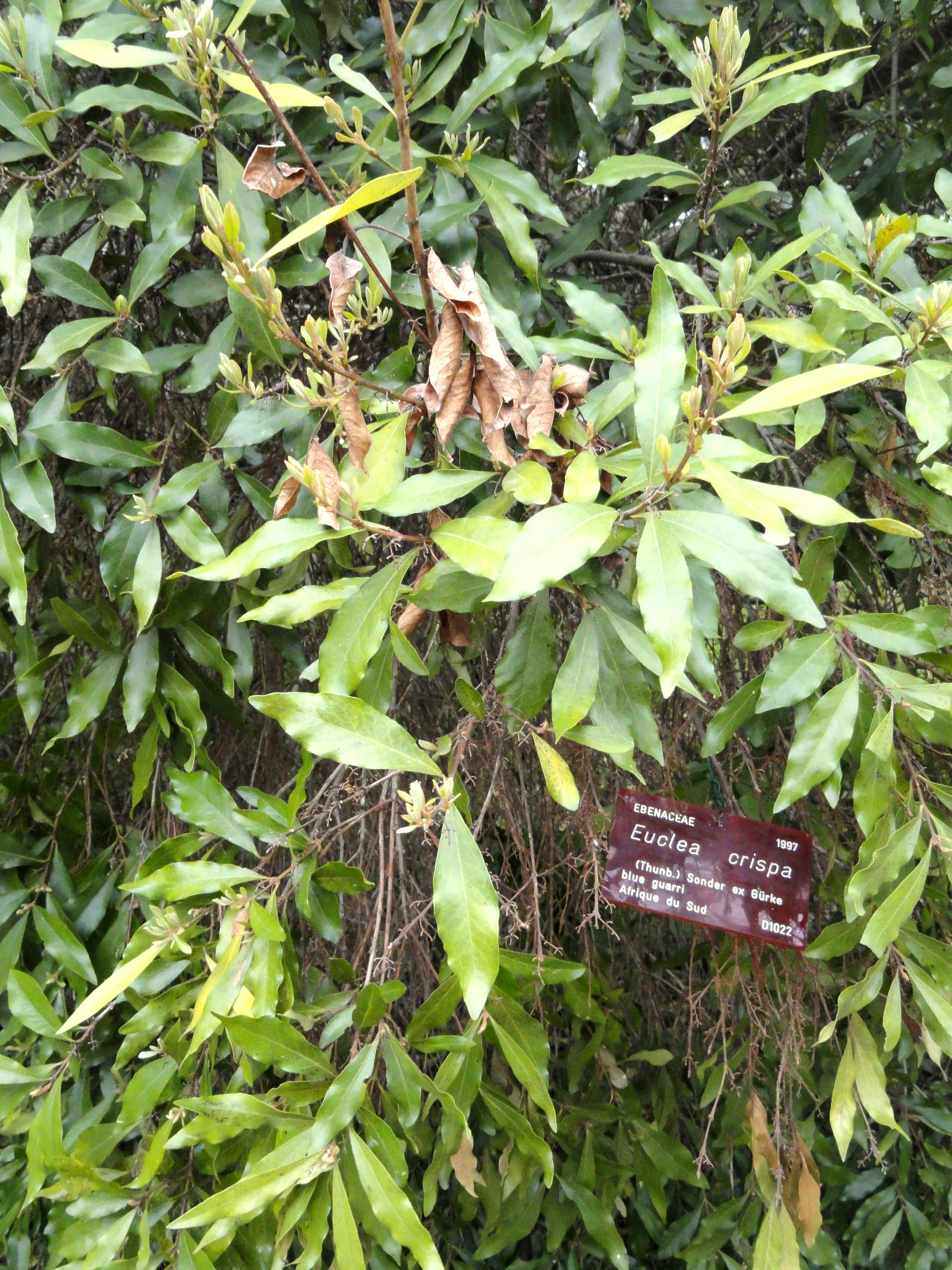
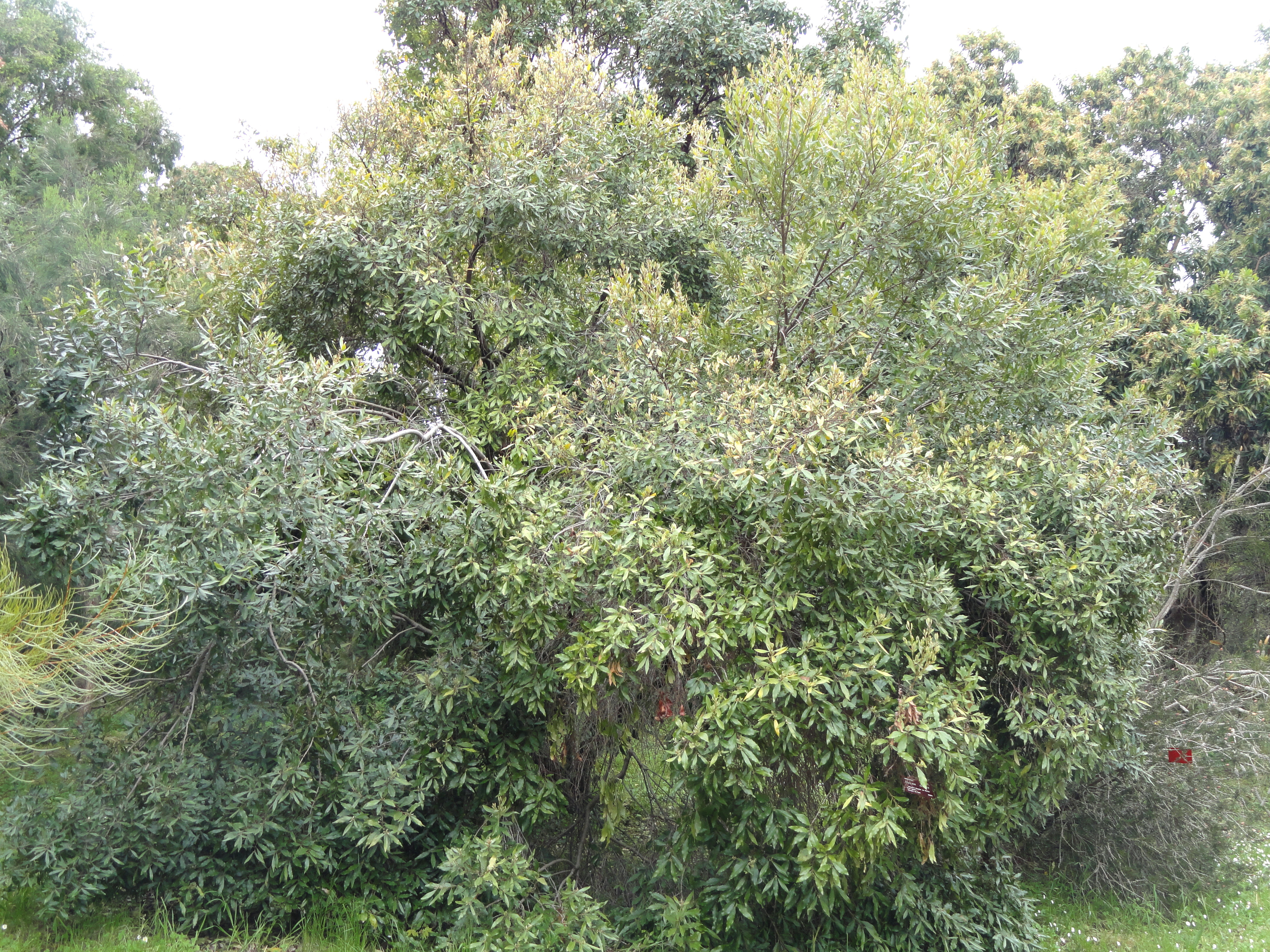
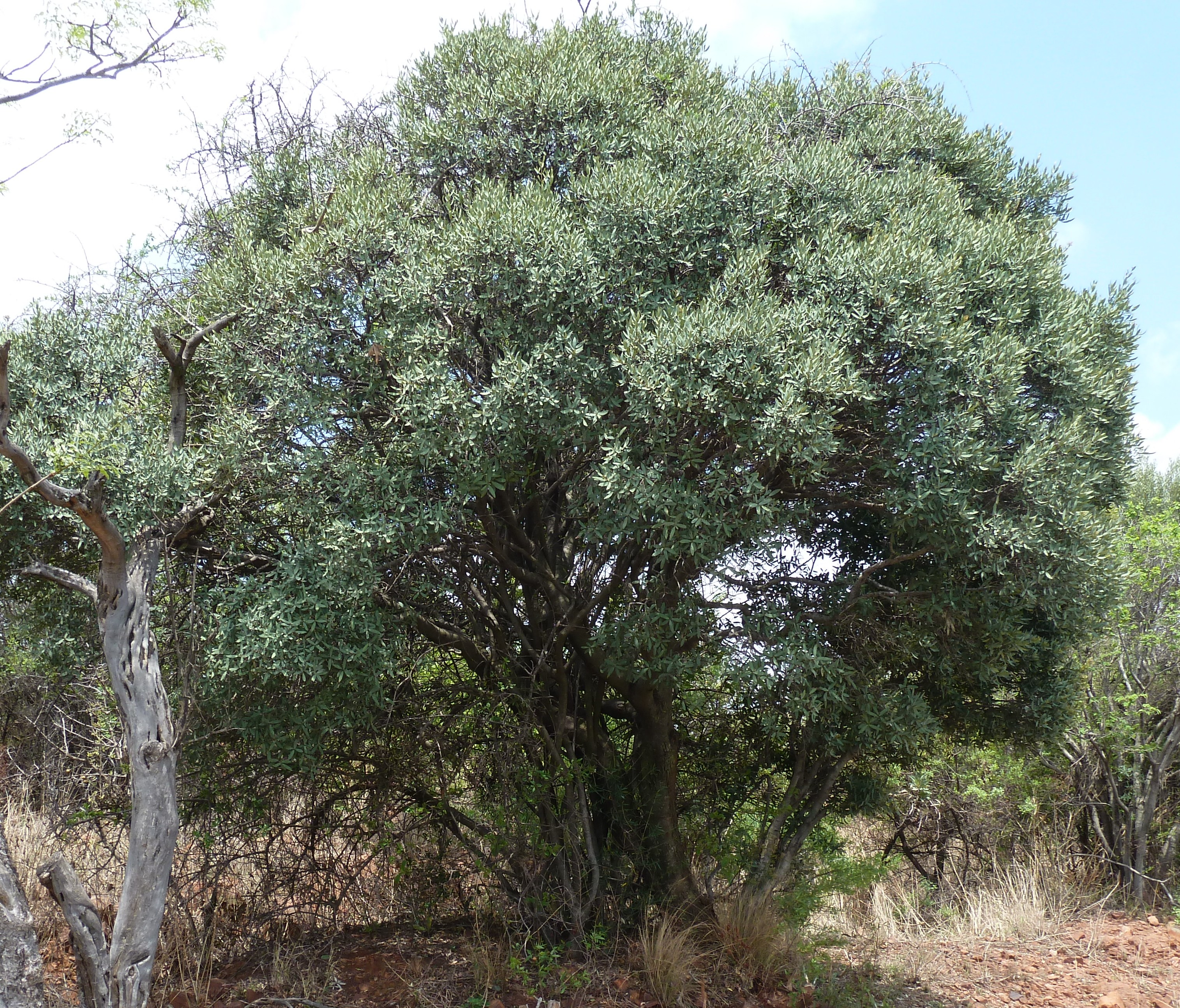
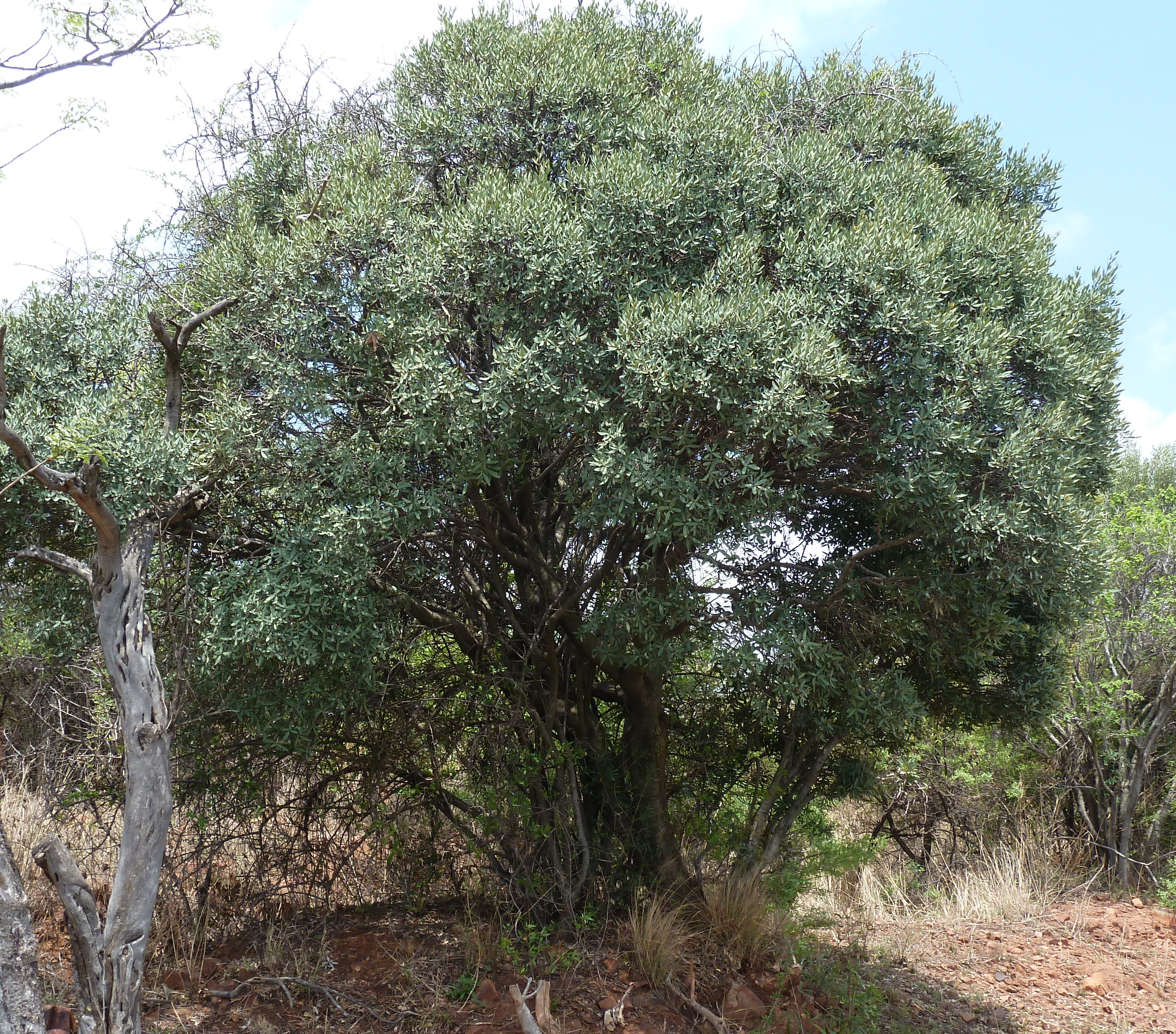